# عنکبوت‌های جنگلی
عنکبوت‌های جنگلی (Amphinectidae) نام خانواده‌ای از عنکبوتها است.
این خانواده ۳۶ سرده و ۱۸۷ گونه را دربر می‌گیرد.